# Ponte pa mí
«Ponte pa mí» es una canción del cantante puertorriqueño Rauw Alejandro, el rapero y cantante puertorriqueño Myke Towers y el productor colombiano Sky Rompiendo para el álbum de estudio debut de Alejandro, Afrodisíaco (2020). La canción fue escrita por Alejandro, Sky, Orlando J. Cepeda, José M. Reyes Díaz, Towers, Colla y Eric Duars, mientras que la producción estuvo a cargo de Sky. Fue lanzado para descarga digital y transmisión por Duars Entertainment el 16 de abril de 2020, como el primer sencillo promocional del álbum.
Es una pista de dancehall y reggaetón moderno, es una canción sensual que insinúa una situación íntima y romántica, expresando los sentimientos de alguien que está anticipando "un regreso que tal vez nunca suceda". "Ponte Pa' Mí" recibió críticas positivas de los críticos musicales , quienes elogiaron sus suaves ritmos. La canción debutó y alcanzó el puesto 32 en España y fue certificado oro en el país. Un video musical que lo acompaña , lanzado simultáneamente con la canción, fue filmado en Miami y dirigido por Gustavo "Gus" Camacho. La canción fue incluida en la lista de canciones de the Rauw Alejandro World Tour .

## Antecedentes y lanzamiento
En enero de 2020, Rauw Alejandro reveló los títulos de cuatro de sus próximas canciones, incluida "Ponte Pa' Mí", que se destacó como una colaboración. En febrero del 2020 anunció que estaba trabajando en su álbum de estudio debut Afrodisíaco . El 12 de abril de 2020, confirmó que "Ponte Pa' Mí" se incluiría en el álbum y escribió:

"Mi próxima canción es uno de los proyectos más importantes en los que he trabajado en mi carrera. 'Musicalmente' y 'Visualmente' puedo mostrar completamente mi arte y mi visión como artista.Afrodisíaco el 16 de abril de 2020, siendo una colaboración con Myke Towers y Sky Rompiendo. Más tarde se incluyó como la pista número 14 del álbum, lanzado el 13 de noviembre de 2020.

## canción y letra
Musicalmente, "Ponte Pa' Mí" es una canción de dancehall y reggaetón moderno, escrita por Alejandro, Sky, Orlando J. Cepeda, José M. Reyes Díaz, Towers, Colla y Eric Duars. Su producción estuvo a cargo de Sky, y la pista tiene una duración total de tres minutos y cuatro segundos. Es una canción sensual que insinúa una situación íntima y romántica. Expresa los sentimientos de alguien que anticipa "un regreso que tal vez nunca suceda". La letra comienza con "Sigo esperando que suene tu llamada / ¿Cuándo es que vas a volver? / Yo sé que me piensas / Como yo te pienso a ti".

## Recepción
Tras su lanzamiento, "Ponte Pa 'Mí" recibió críticas positivas de los críticos musicales . Un autor de Estación 40 nombró a Alejandro y Towers los "dos líderes de la nueva generación urbana", mientras que Angel Castillo de LoMasRankiaO los etiquetó como "dos de los creadores de éxitos más aclamados del género" y elogió el uso de ritmos "suaves" con influencia de dancehall que crearon "la fórmula perfecta para una joya de reggaetón contemporáneo". El personal de Happy FM afirmó que Alejandro nos ha "dejado sin palabras" con el lanzamiento de la canción y la calificó como "un éxito que dará mucho de qué hablar en los próximos meses". En 2022, Ernesto Lechner de Rolling Stone clasificó la pista como la novena mejor canción del cantante.
"Ponte Pa 'Mí" debutó y alcanzó el puesto 32 en la lista semanal oficial de España el 26 de abril de 2020. Más tarde , Productores de Música de España (PROMUSICAE) certificó oro por ventas equivalentes a pistas de más de 20.000 unidades en el país.

## Vídeo musical
Un video musical adjunto fue lanzado simultáneamente con la canción. El visual fue filmado en Miami, producido por Mastermind Entertainment, y dirigido por Gustavo "Gus" Camacho, quien también había dirigido los videos de los sencillos anteriores de Alejandro " Fantasías ", " Fantasías (Remix) ", y " Elegí ". Contiene la participación de Alejandro y Towers, representando a Alejandro entregando una coreografía.

### Espectáculos en vivo
"Ponte Pa' Mí" fue incluida en el set list del Rauw Alejandro World Tour.

## Créditos y personal
Créditos adaptados de Tidal .
- Rauw Alejandro  - intérprete asociado, compositor, letrista
- Myke Towers  - intérprete asociado, compositor, letrista
- Sky Rompiendo  - intérprete asociado, compositor, letrista, productor
- Orlando J. Cepeda - compositor, letrista
- José M. Reyes Díaz - compositor, letrista
- José M. Collazo "Colla" - compositor, letrista, ingeniero de masterización, ingeniero de mezcla
- Eric Pérez Rovira "Eric Duars" - compositor, letrista, productor ejecutivo
- Amber Rubí Ureña – Coordinadora de A&R
- John Eddie Pérez - director de A&R
- Jorge E. Pizarro "Kenobi" - ingeniero de grabación

## Posiciones
| Lista (2020)               | Mejor posición |
| -------------------------- | -------------- |
| España (Top 100 Canciones) | 32             |